# Sućuraj
Sućuraj (olaszul: San Giorgio) falu Horvátországban, Split-Dalmácia megyében Hvar szigetén.

## Fekvése
Splittől légvonalban 73 km-re délkeletre, Makarskától 22 km-re délkeletre, Jelsától légvonalban 40, közúton 52 km-re keletre, a Hvar sziget keleti végében fekszik. Legkönnyebb megközelítése a Makarskai riviéráról, Drvenikről induló kompjárattal lehetséges. Az út 25 percet vesz igénybe, a komp télen 3-4-szer, nyáron 10-15-ször fordul meg naponta. Másik megközelítése Splitből Stari Gradba komppal, majd onnan közúton lehetséges, de ez sokkal hosszabb és költségesebb megoldás. Közigazgatásilag Bogomolje és Selca kod Bogomolja települések tartoznak hozzá.

## Története
Sućuraj egy több mint 2300 éve meglevő település, melyet története során többször is földig romboltak, de mindig újjáépült. Első ismert lakói az illírek voltak, híres királynéjuknak, Teutának az i. e. 3. században udvarháza állt a településen. A 7. és 8. században települtek le itt a horvátok, akik azóta is folyamatosan lakják a települést. Sućuraj először a neretvánok kenézségéhez tartozott majd a Horvát Királyság része lett. Nevét Szent György tiszteletére szentelt templomáról kapta, melyet a hvari statútum 1331-ben említ először. (Ezt a templomot a 19. században bontották le, amikor az újat építették a helyére.) A 15. században a sziget többi településével együtt a Velencei Köztársaság uralma alá került. Sokan érkeztek ide ebben az időben a tengermellékről a török elől menekülve. A török veszély hatására építették 1613-ban a Forticát, a velencei erődöt. A 17. század emléke a Szent György templom 1655-ből származó bosnyák cirill feliratos kőtáblája és az 1663-ban épített barokk Szent Antal templom. A velencei uralomnak 1797-ben vége szakadt és osztrák csapatok vonultak be Dalmáciába. 1806-ban a sziget az osztrákokat legyőző franciák uralma alá került, de Napóleon lipcsei veresége után újra az osztrákoké lett. 1857-ben 813, 1910-ben 1697 lakosa volt. 1918-ban az új szerb-horvát-szlovén állam, majd később Jugoszlávia része lett. A II. világháború idején Sućuraj az antifasiszták egyik legjelentősebb támaszpontja volt, mert számos lakosa csatlakozott a partizánokhoz, vagy támogatta harcukat. A II. világháború után a szocialista Jugoszláviához került. A 20. század közepétől lakói a szőlőtermesztés mellett a levendula termesztésére tértek át. 1991-től a független Horvátország része. 2011-ben 463 lakosa volt.

## Népesség
| Lakosság változása | Lakosság változása | Lakosság változása | Lakosság változása | Lakosság változása | Lakosság változása | Lakosság változása | Lakosság változása | Lakosság változása | Lakosság változása | Lakosság változása | Lakosság változása | Lakosság változása | Lakosság változása | Lakosság változása | Lakosság változása |
| ------------------ | ------------------ | ------------------ | ------------------ | ------------------ | ------------------ | ------------------ | ------------------ | ------------------ | ------------------ | ------------------ | ------------------ | ------------------ | ------------------ | ------------------ | ------------------ |
| 1857               | 1869               | 1880               | 1890               | 1900               | 1910               | 1921               | 1931               | 1948               | 1953               | 1961               | 1971               | 1981               | 1991               | 2001               | 2011               |
| 813                | 983                | 1.026              | 1.266              | 1.442              | 1.697              | 1.809              | 1.397              | 1.186              | 1.197              | 1.114              | 856                | 724                | 571                | 492                | 463                |

## Nevezetességei
- A Szent György tiszteletére szentelt plébániatemplomot[4] 1897-ben építették neoromán stílusban. A templom latin kereszt alaprajzú. A főbejárat délre néz, felette nagy körablak, a timpanonban végződő homlokzat felett pedig három harang számára kialakított pengefalú harangtorony látható. A főoltár a település névadójának Szent Györgynek van szentelve, rajta a sárkányt ölő szent szobrával. Ugyanez az ábrázolás látható a mennyezet nagy körképén és az oltártól jobbra álló templomi zászlón is a „Sv. Jure čuvaj Sućuraj” (Szent György őrizd Sućurajt) felirattal. A nyugati mellékoltáron a Gyógyító boldogasszony (Gospa od Zdravlja) nagyméretű festett szobra áll, melyet ünnepén körmenetben visznek végig a településen. A keleti mellékoltárt a régi templomból hozták át a Felövezett boldogasszony (Gospa od Pojasa) tiszteletére van szentelve. A templom udvarán láthatók a régi templom alapfalai, melyet már 1331-ben említenek, de pontos építési ideje nem ismert. A 19. század végén, az új templom építése miatt bontották le. A bejárattól mindjárt balra az udvaron látható az a bosnyák feliratos, 1655-ből származó tábla, melyet Bartul Kačić Žarković püspök tiszteletére állíttatott Petar Kulušić vajda.
- A ferences kolostort valószínűleg a 9. században építették kezdetben még Ágoston-rendi kolostorként. Ma a település legrégibb, máig fennmaradt épülete. A bejárat felett latin nyelven a „Szent Ágoston rend kolostora alapítva 1309.” felirat áll. A kolostort története során többször lerombolták és újjáépítették, utoljára 1994-ben renoválták. Ma a közép-boszniai ferences rendtartomány tulajdonában van, akik Sućuraj, Bogomolja és Gdinj híveinek lelki szolgálatát is ellátják. A kolostorban található a plébániahivatal, mely fontos levéltári dokumentumokat őriz. A kincstárban egy nagyobb római mozaiktöredék is látható, amelyet a mai kolostor helyén találtak.
- A Szent Antal templomot[5] 1663-ban építették. Azután keletkezett, hogy a 16. és 17. században a török elől a ferencesek vezetésével számos menekült érkezett a szigetre és felépítette ezt a barokk templomot. Mellé kolostor is épült, mely ma családi házként szolgál. A templomban található a település legrégibb festménye, mely Szent Paszkált, a Kármelhegyi boldogasszonyt és Szent Rókust ábrázolja. Valószínűleg Filippo Nadia alkotása a 18. századból. A templomban elsüllyedt római gályák rakományából és tartozékaiból álló régészeti gyűjtemény tekinthető meg. Híres a templom két Szent Antal szobráról is, melyek védőszentjét Páduai Szent Antalt, illetve Remete Szent Antalt ábrázolják. A nép ezeket csak sovány Szent Antalnak ("sv. Ante mršavi"), illetve kövér Szent Antalnak ("sv. Ante debeli") nevezi. Rajtuk kívül még Szent Miklós szobra található a templomban, aki különösen nagy tiszteletnek örvend a településen. Páduai Szent Antal és Szent Miklós szobrait a szentek ünnepén körmenetben viszik körül a településen.
- Sućuraj erődjét[6] a Forticát 1613-ban építették, miután a török háromszor is kifosztotta a települést. A velencei-török háborúk idején Sućuraj három állam határán feküdt. Hvar szigete a Velencei Köztársasághoz, a Makarskai riviéra az Oszmán Birodalomhoz, a Pelješac-félsziget pedig a Raguzai Köztársasághoz tartozott. A település és kikötője védelmére épített erődöt ágyúkkal erősítették meg és állandó helyőrsége volt. A II. világháború idején 1944. március 24-én az angolszász légierő bombázása következtében súlyosan megrongálódott. Falainak nagy része és tornya leomlott.
- A Hvar-sziget legkeletibb pontján álló sućuraji világítótorony[7] 1889-ben épült és még ma is működik. Közelében egy a 19. század elején épített másik világítótorony is állt, de ez a II. világháborúban megsemmisült. Az 1990-es években teljesen automatizálták, ekkor szűnt meg állandó személyzete. A torony az idők folyamán a település egyik szimbólumává vált, számos képeslapon szerepelt. Ma turisták számára alakítottak ki apartmanokat benne.
- Az 1870-ben épített Pumpurele-gát csúcsán áll Szent Miklós püspök 2003. december 6-án felavatott szobra. Szent Miklós a tengerészek, utazók és halászok védőszentje és Sućuraj igazán gazdag tengerészeti és halászati hagyományokkal rendelkezik. A 3,2 méter magas bronzból készült szobor a solinai Dijana Iva Sesartić szobrászművésznő munkája.
- A település jelentős egyházi eseménye a nagypénteki körmenet, melyen Jézus szenvedéseire és kereszthalálára emlékeznek. A menet a plébániatemplomból indul. A fő keresztvivő öltözete hosszú vörös ruha, fején vörös kámzsát visel, mely alól csak a szemei látszanak ki. Mögötte a többi kereszthordozó a templom többi feszületét viszi. Őket követi a pap kezében az úrmutatóba tett oltáriszentséggel, felette baldachinnal, melyet négy baldachinvivő visz, két oldalán három-három lámpahordozóval. Végül a hívek következnek egész úton énekelve és imádkozva. A menet végigvonul a Gornja Bandán a kikötőn át a Szent Antal templomig, majd a Donja Bandán és a plébániatemplomhoz érkezik vissza. A körmenet végén a pap áldást oszt, majd megszólalnak a néma harangokat helyettesítő kereplők.
- A Hvar-sziget és a Pelješac-félsziget közötti Neretva-csatornában a tenger mélyén találhatók a Dubrovnik gőzhajó maradványai. A hajót 1892-ben építették Skóciában, majd a dubrovniki hajózás szolgálatában állt. Az első világháború idején, 1916. szeptember 5-én a hajót az Archimede nevű francia tengeralattjáró süllyesztette el két torpedóval. Mind a 18 utas és a teljes személyzet a támadás áldozata lett. A hajó a tengerfenéken landolt, ahol aránylag jó állapotban van. Megmaradt a felépítménye, valamint a készleteinek jelentős része.[8]

## Gazdaság
A lakosság fő megélhetési forrása a turizmus, a halászat és a mezőgazdaság. Kedvező éghajlatának és szép fekvésének köszönhetően a települést számos turista keresi fel. Szálloda, autóskemping, számos magánszállás, üzlet és vendéglátóhely áll a vendégek rendelkezésére. Sućuraj mintegy 20 km hosszú tengerparttal rendelkezik, mely kiterjed a sziget északi és déli oldalára is. A központ közelében két strand is található, a déli oldalon a Česminica, az északin pedig a Bilina. Sućuraj körül több festői szépségű öböl is található, melyek közül a legszebbek a déli Parna és az északi Mlaska. Mindkettő szép, homokos stranddal rendelkezik. A Mlaska autóskempingjéhez 4 km hosszú út vezet. A falutól 10 km-re délen található a Mrtinovik-öböl. A településen turisztikai egyesület működik. Kirándulóhajók indulnak a közeli Pelješac-félszigetre és Korčula szigetére. A Hvar-szigeten a közlekedés autóval és menetrendszerű autóbuszjárattal lehetséges.
A sućurajiak hagyományosan kitűnő halászok. Ez a hagyomány a mai napig is fennáll. A település halászflottája tíz nagyobb halászhajóból áll, melyek az Adria teljes területén tevékenykednek. Zsákmányukat sok horvát városban és szerte Európában értékesítik. Sok sućuraji kisebb hajókon folytatja a halászatot. Szinte minden család rendelkezik csónakkal és halászik a saját szükségleteire. A település kikötője jól védett a szelektől. Szardínia feldolgozó üzeme van, ahonnan az egész világon értékesítik a sućuraji sózott szardíniát. A Mrtnovik-öbölben halnevelő telep is működik.
A helyi mezőgazdaság alapját a minőségi olívaolaj és szőlőtermelés képezi. Két olajprés üzem működik itt, de minden család állít elő olívaolajat saját szükségletre és eladásra is. A legtöbb családnak saját szőlőültetvénye van, az általa termelt bor egy részét pedig a turistáknak értékesíti. A helyi borászati üzem minőségi fehér- és vörösborokat, köztük több hagyományos helyi bort állít elő. A helyben termelt füge is nagyon jó minőségű, de termelnek itt citromot, narancsot, mandarint és más mediterrán mezőgazdasági kultúrákat is. A helyi méhészek is kiváló minőségű mézet állítanak elő.

## Kultúra
- A Halász-esteket a település központjában a tengerparton rendezik meg általában három alkalommal júliusban és augusztusban. A népfesztiválos hazai zenekarok lépnek fel. A látogatók roston sütött halat és bort fogyasztanak. A tánc és az ének egész éjszakán át tart. A tombolán vacsorákat, hajókirándulásokat, ajándékcsomagokat lehet nyerni.
- 2012 óta a Hvar felé vezető út mentén fekvő helyi focipályán rendezik meg a "Tam Tam" zenei fesztivált. A program keretében hazai és külföldi alternatív rockzene és DJ által összeállított elektronikus zene hallható. A sućuraji underground története 1997-ben kezdődött, amikor a település végén az első elektronikus zenei partit rendezték. Ezután különböző alkalmas helyszíneken rendezték meg és 2008 óta tartják a focipályán. Az első igazi fesztivált 2012. augusztus 3-án mintegy négyszáz résztvevő előtt tartották, azóta ezt tartják a fesztivál valódi születésének.
- A nyár folyamán néhány alkalommal, legtöbbször a Szent György templom előtt koncerteket tartanak. Általában komolyzene, sanzonok és énekkarok hallhatók itt.
- A településen néhány amatőr festőművész él, akiknek műveit időnként kiállítják. Az eddig kiállító művészek: Josip Slavić, Roko Grubić, Sveten Godinović Kika, Pavao Piacun, Zlatko Jeličić, Joze Vuljan, Ivan Vuljan, Irma Ukropina és Ivica Vujnović.
- Nyaranta néhány színház is betér a településre egy-egy előadásra. A nyári színházi előadásokat általában a templom előtt, vagy az iskola mögött tartják.

## Galéria
- A kikötő
- Kirándulóhajók a kikötőben
- A világítótorony
- A Szent György plébániatemplom
- A plébániatemplom belseje
- Az egyik csendes öböl